# Kenneth Hunter
Pour les articles homonymes, voir Hunter.
Kenneth Hunter, né le 19 février 1882 au Cap (Afrique du Sud, alors colonie du Cap, Empire britannique) et mort le 21 décembre 1961 à Los Angeles (Californie), est un acteur britannique.

## Biographie
Installé aux États-Unis, Kenneth Hunter débute au théâtre à Broadway (New York) en 1911, dans la comédie musicale The Balkan Princess (en) de Paul A. Rubens (avec Alice Brady et Robert Warwick). Sur les planches new-yorkaises, suivent vingt-deux pièces, dont six de William Shakespeare, Jules César (1912, avec William Faversham et Tyrone Power Sr., puis 1927, avec Harry Davenport et Tyrone Power Sr.), Roméo et Juliette (1922-1923, avec Ethel Barrymore et William Keighley), Hamlet (1923, avec John Barrymore et Blanche Yurka, puis 1925, avec Walter Hampden et Ethel Barrymore), Le Marchand de Venise (1926, avec Walter Hampden et Ethel Barrymore), enfin Othello ou le Maure de Venise et Macbeth, ses deux dernières pièces à Broadway en 1935 (avec Philip Merivale dans les rôles-titre).
Toujours à Broadway, hors le répertoire shakespearien, mentionnons The Bat (en) de Mary Roberts Rinehart et Avery Hopwood (1920-1922, avec Edward Ellis) et The Fatal Alibi de Michael Morton (adaptation du roman Le Meurtre de Roger Ackroyd d'Agatha Christie, 1932, avec Charles Laughton personnifiant Hercule Poirot et Jane Wyatt).
Au cinéma, il apparaît d'abord dans huit films muets américains, depuis Body and Soul de (et avec) George Irving (1915) jusqu'à The Weavers of Life d'Edward Warren (1917, avec Helen Hayes).
Après le passage au parlant, il contribue à vingt-huit autres films américains, depuis L'Appel de la folie de Frank Tuttle (1936, avec Jack Benny et George Burns) jusqu'à Un grain de folie de Melvin Frank et Norman Panama (1954, avec Danny Kaye et Mai Zetterling). Entretemps, citons Les Aventures de Robin des Bois de Michael Curtiz et William Keighley précité (1938, avec Errol Flynn et Olivia de Havilland), Soupçons d'Alfred Hitchcock (1941, avec Cary Grant et Joan Fontaine), Le Portrait de Dorian Gray d'Albert Lewin (1945, avec George Sanders et Hurd Hatfield), ainsi que Les Bagnards de Botany Bay de John Farrow (son avant-dernier film, 1953, avec Alan Ladd et James Mason).
Kenneth Hunter meurt en 1961, à 79 ans.

## Théâtre à Broadway (intégrale)

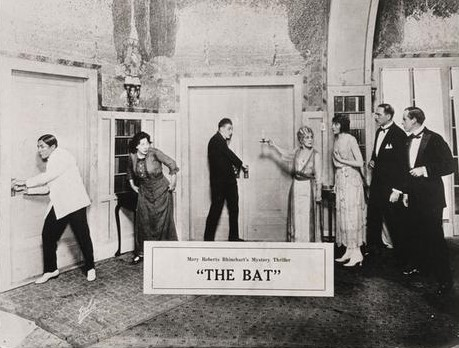
The Bat (Broadway, 1920-1922),
avec Kenneth Hunter, 2e en partant de la droite

- 1911 : The Balkan Princess (en), comédie musicale, musique de Paul A. Rubens, lyrics de Paul A. Rubens et Arthur Wimperis, livret de Frederick Lonsdale et Frank Curzon : Capitaine Radomir
- 1912 : Jules César (Julius Caesar) de William Shakespeare, production de William Faversham
- 1914 : Innocent de George Broadhurst (en)
- 1915 : Mr. Myd's Mystery de Lillian Trimble Bradley
- 1916 : The Fear Market d'Amelie Rives[1]
- 1920-1922 : The Bat (en) de Mary Roberts Rinehart et Avery Hopwood : Reginald Beresford
- 1922 : The Endless Chain de (et mise en scène par) James Forbes : Valentine Webb
- 1922-1923 : Roméo et Juliette (Romeo and Juliet) de William Shakespeare : Tybalt
- 1923 : The Laughing Lady d'Alfred Sutro : Sir Harrison Peters
- 1923 : Hamlet de William Shakespeare : Claudius
- 1924 : The Outsider de Dorothy Brandon : Dr Vincent Helmore[2]
- 1924 : Izzy de Lilliam Trimble Bradley et George Broadhurst (en) : Rawlins Thayer
- 1924 : The Red Falcon de Lilliam Trimble Bradley et George Broadhurst (en) : Capitaine Bernardo Montrosali
- 1925 : The Little Minister de J. M. Barrie, mise en scène de Basil Dean : Capitaine Halliwell[3]
- 1925 : Hamlet de William Shakespeare, production et mise en scène de Walter Hampden : Claudius
- 1926 : Le Marchand de Venise (The Merchant of Venice) de William Shakespeare, mise en scène de Walter Hampden : Gratiano
- 1927 : Off-Key d'Arthur Caesar : Charles Ames
- 1927 : Jules César (Julius Caesar) de William Shakespeare : Titinius
- 1928 : Le Greluchon délicat (The Lady of the Orchids) de Jacques Natanson, adaptation de E. Ray Goetz : Michel[4]
- 1929 : Let Us Be Gay de (et mise en scène par) Rachel Crothers : Townley Town[5]
- 1930-1931 : The Vinegar Tree de Paul Osborn : Max Lawrence (remplacement)
- 1932 : The Fatal Alibi de Michael Morton, d'après le roman Le Meurtre de Roger Ackroyd (The Murder of Roger Ackroyd) d'Agatha Christie, mise en scène de Charles Laughton : Major Blunt
- 1935 : Living Dangerously de Reginald Simpson et Frank Gregory : M. Lloyd
- 1935 : Othello ou le Maure de Venise (Othello) de William Shakespeare : Cassio
- 1935 : Macbeth de William Shakespeare : Ross

## Filmographie partielle

### Période du muet (1915-1917)
- 1915 : Body and Soul de George Irving : Howard Kent
- 1915 : The Ransom (en) d'Edmund Lawrence : Geoffrey Allen
- 1916 : Suprême Injure (en) (Ambition) de James Vincent (en) : Robert Powers
- 1916 : Daredevil Kate de Kenean Buel : John West
- 1916 : L'Amour et la Haine (en) (Love and Hate) de James Vincent (en) : Robert Sterling
- 1917 : Love Aflame (en) de James Vincent (en) et Raymond Wells : Robert Sterling
- 1917 : The Weavers of Life d'Edward Warren : Dr Van Anden

### Période du parlant (1936-1954)
- 1936 : L'Appel de la folie (College Holiday) de Frank Tuttle : le directeur
- 1937 : Amour d'espionne (Lancer Spy) de Gregory Ratoff : le commandant
- 1937 : La Tornade (Another Dawn) de William Dieterle : Sir Benton
- 1938 : Le Proscrit (Kidnapped) d'Alfred L. Werker : Capitaine Frazer
- 1938 : Les Aventures de Robin des Bois (The Adventures of Robin Hood) de Michael Curtiz et William Keighley : Sir Mortimer
- 1938 : M. Moto dans les bas-fonds (Mysterious Mr. Moto) de Norman Foster : Superintendant Murray
- 1939 : Petite Princesse (The Little Princess) de Walter Lang : le général
- 1939 : Le Chien des Baskerville (The Hound of the Baskervilles) de Sidney Lanfield : un officier du navire
- 1939 : Les Maîtres de la mer (Rulers of the Sea) de Frank Lloyd : un cadre de la compagnie maritime
- 1940 : Le Gangster de Chicago (The Earl of Chicago) de Richard Thorpe et Victor Saville : Lord Tyrmanell
- 1940 : Une dépêche Reuter (A Dispatch from Reuter's) de William Dieterle : un parlementaire
- 1941 : Soupçons (Suspicion) d'Alfred Hitchcock : Sir Gerald
- 1942 : The Moon and Sixpence d'Albert Lewin : Colonel Fred MacAndrew
- 1944 : Jack l'Éventreur (The Lodger) de John Brahm : un inspecteur
- 1945 : Le Portrait de Dorian Gray (The Picture of Dorian Gray) d'Albert Lewin : Sir Geoffrey Clouston
- 1946 : Jalousie (Deception) d'Irving Rapper : un gérant
- 1949 : La Corde de sable (Rope of Sand) de William Dieterle : Sponson
- 1950 : Le Danube rouge (The Red Danube) de George Sidney : le brigadier général
- 1953 : Les Bagnards de Botany Bay (Botany Bay) de John Farrow : Middleton
- 1954 : Un grain de folie (Knock and Wood) de Melvin Frank et Norman Panama : le vieil homme